# Вензел (военен)
Вензел в Българската армия е метален знак, носен на петлиците (в днешно време на пагоните) на военната униформа.
Предназначението му е да покаже към кой род войски принадлежи носителят им.

## Галерия
- Вензел на Военновъздушните сили на СССР
- Вензел на Бундесвера
- Вензел на щандартенфюрер (СС)
- Вензел на Червена армия (1935 – 1940 г.)
- Южноафрикански генерал с вензели